# Armelle Binard
Pour les articles homonymes, voir Binard.
Armelle Binard, née le 9 janvier 1953 à Elbeuf, est une footballeuse internationale française évoluant au poste d'attaquante.

## Carrière

### Carrière en club
Armelle Binard évolue au FC Rouen de 1970 à 1976, puis au Stade de Reims de 1976 à 1985. Elle marque notamment un but lors de la finale aller du Championnat de France féminin de football 1976-1977.
Elle joue ensuite au Paris Saint-Germain de 1985 à 1986. 

### Carrière en sélection
Armelle Binard compte 13 sélections officielles et 3 buts en équipe de France entre 1972 et 1978. 
Elle honore sa première sélection officielle et marque son premier but en équipe nationale le 4 mai 1972, en amical contre la Suisse (match nul 2-2). Elle joue son dernier match le 3 juin 1978, en amical contre le pays de Galles (match nul 1-1).
Elle compte aussi plusieurs sélections non-officielles, notamment lors de la Coupe du monde féminine 1971, non reconnue par la FIFA, où elle marque un but contre l'Angleterre le 28 août 1971 pour le match pour la cinquième place (victoire 3-2).

## Palmarès
- Championne de France en 1976, 1977, 1980 et 1982 avec le Stade de Reims
- Vice-championne de France en 1976 avec le FC Rouen et en 1978, 1979 et 1981 avec le Stade de Reims